# Dongping (häradshuvudort i Kina, Hunan Sheng, lat 28,38, long 111,21)
Dongping (kinesiska: Tung-p’ing, Tung-p’ing-chen, 东坪, 安化县) är en häradshuvudort i Kina. Den ligger i provinsen Hunan, i den södra delen av landet, omkring 170 kilometer väster om provinshuvudstaden Changsha. Antalet invånare är 900 995. Befolkningen består av 439 448 kvinnor och 461 547 män. Barn under 15 år utgör 17,0 %, vuxna 15-64 år 71 %, och äldre över 65 år 10,0 %.
Runt Dongping är det ganska tätbefolkat, med 185 invånare per kvadratkilometer. Dongping är det största samhället i trakten. I omgivningarna runt Dongping växer i huvudsak blandskog.
Genomsnittlig årsnederbörd är 1 952 millimeter. Den regnigaste månaden är maj, med i genomsnitt 358 mm nederbörd, och den torraste är december, med 48 mm nederbörd.